# Caspar Oimoen
Caspar Aslaksen Oimoen (ur. 8 maja 1906 w Etnedal, zm. 28 lipca 1995 w Portlandzie w stanie Oregon) – amerykański skoczek narciarski pochodzący z Norwegii, dwukrotny uczestnik zimowych igrzysk olimpijskich (Lake Placid 1932, Garmisch-Partenkirchen 1936), trzykrotny mistrz Stanów Zjednoczonych.

## Życiorys
Urodził się w Norwegii. W 1923 roku wyemigrował do Stanów Zjednoczonych, zamieszkał w okolicach Minot w Dakocie Północnej.

## Igrzyska olimpijskie
| Miejsce | Dzień     | Rok  | Miejscowość            | Konkurs                         | Skok 1 | Skok 2 | Nota      | Strata    | Zwycięzca   |
| ------- | --------- | ---- | ---------------------- | ------------------------------- | ------ | ------ | --------- | --------- | ----------- |
| 5.      | 12 lutego | 1932 | Lake Placid            | Skocznia normalna indywidualnie | 63,0 m | 67,5 m | 216,7 pkt | -11,4 pkt | Birger Ruud |
| 13.     | 16 lutego | 1936 | Garmisch-Partenkirchen | Skocznia normalna indywidualnie | 71,5 m | 72,5 m | 207,6 pkt | -24,4 pkt | Birger Ruud |